# Eocheongdo
Eocheongdo är en ö i Sydkorea.   Den ligger i provinsen Norra Jeolla, i den västra delen av landet, 180 km sydväst om huvudstaden Seoul. Arean är 2,8 kvadratkilometer.
Terrängen på Eocheongdo är lite kuperad. Öns högsta punkt är 165 meter över havet. Den sträcker sig 2,0 kilometer i nord-sydlig riktning, och 2,6 kilometer i öst-västlig riktning.